# Contracaecum longispiculum
Contracaecum longispiculum är en rundmaskart. Contracaecum longispiculum ingår i släktet Contracaecum och familjen Anisakidae. Inga underarter finns listade i Catalogue of Life.